# Vuelo 653 de Pakistan International Airlines
El vuelo 653 de Pakistan International Airlines fue un accidente ocurrido el 31 de agosto de 2012 en un avión que realizaba un vuelo regular de pasajeros desde el Aeropuerto Benazir Bhutto al Aeropuerto de Lahore, que durante su aterrizaje en Lahore, sufrió una salida de pista sin víctimas ni heridos.

## Avión
El avión era un turbohélice bimotor civil ATR42-500, en vuelo regular de la transportista aérea privada Pakistan International Airlines, con registro AP-BHJ.
Fue producida por la planta de aeronaves europea "Avions de Transport Régional" en Francia como ATR 42-500 y estaba en servicio desde el 23 de diciembre de 2006, es decir, durante cinco años y ocho meses.

## Pasajeros y tripulantes
El avión transportaba a 42 pasajeros y cuatro tripulantes, desde la capital del país, Islamabad, a la población de Lahore en el oeste del país, en vuelo regular de pasajeros.
En el accidente no hubo que lamentar víctimas ni heridos.

## Accidente
El ATR 42-500 despegó desde el Aeropuerto Benazir Bhutto a las 14:04 hora local del 31 de agosto de 2012 en vuelo regular de pasajeros a Lahore en Pakistán. A las 15:20, durante el aterrizaje en el aeropuerto de Lahore, en la pista 36R/18L el avión se salió de pista. El tren principal derecho se dobló y el avión se detuvo reclinado hacia la derecha. Uno de los pasajeros dijo que el avión derrapó durante el aterrizaje y se salió de pista por ello.

## Meteorología
Los METAR en el momento del accidente eran:
OPLA 311000Z 33008KT 4000 -RA SCT040 BKN100 32/24 Q1002 TEMPO 31030KT 2000 TSRA FEW030CB A29.59
[10:00 UTC: Vientos de 330 grados a 8 nudos, Visibilidad: 4000 m; llovizna; nubes abundantes 4.000 pies AGL, nubes fragmentadas a 10.000 pies AGL; Temperatura: 32 °C, Punto de rocío 24 °C, Presión: 1002 mb; condiciones meteorológicas temporales: vientos de 310° a 30 nudos durante una tormenta con visibilidad de 2.000 metros y algunos cumulonimbus a 3000 pies AGL]
OPLA 311015Z 16009KT 3000 RA BKN040 OVC100 29/24 Q1003
[10:15 UTC: Viento 160 grados a 9 nudos, Visibilidad: 3000 m; llovizna; nubes abundantes a 4.000 feet AGL; cubierto de nubes a 10.000 pies AGL, Temperatura: 29 °C, punto de rocío 24 °C, Presión: 1003 mb]

## Investigación
En la actualidad se está llevando a cabo la investigación del accidente.